# Walter Monier
Walter Monier (Villadossola, 24 ottobre 1927 – Roma, 4 gennaio 2009) è stato un partigiano, giornalista e traduttore italiano.

## Biografia

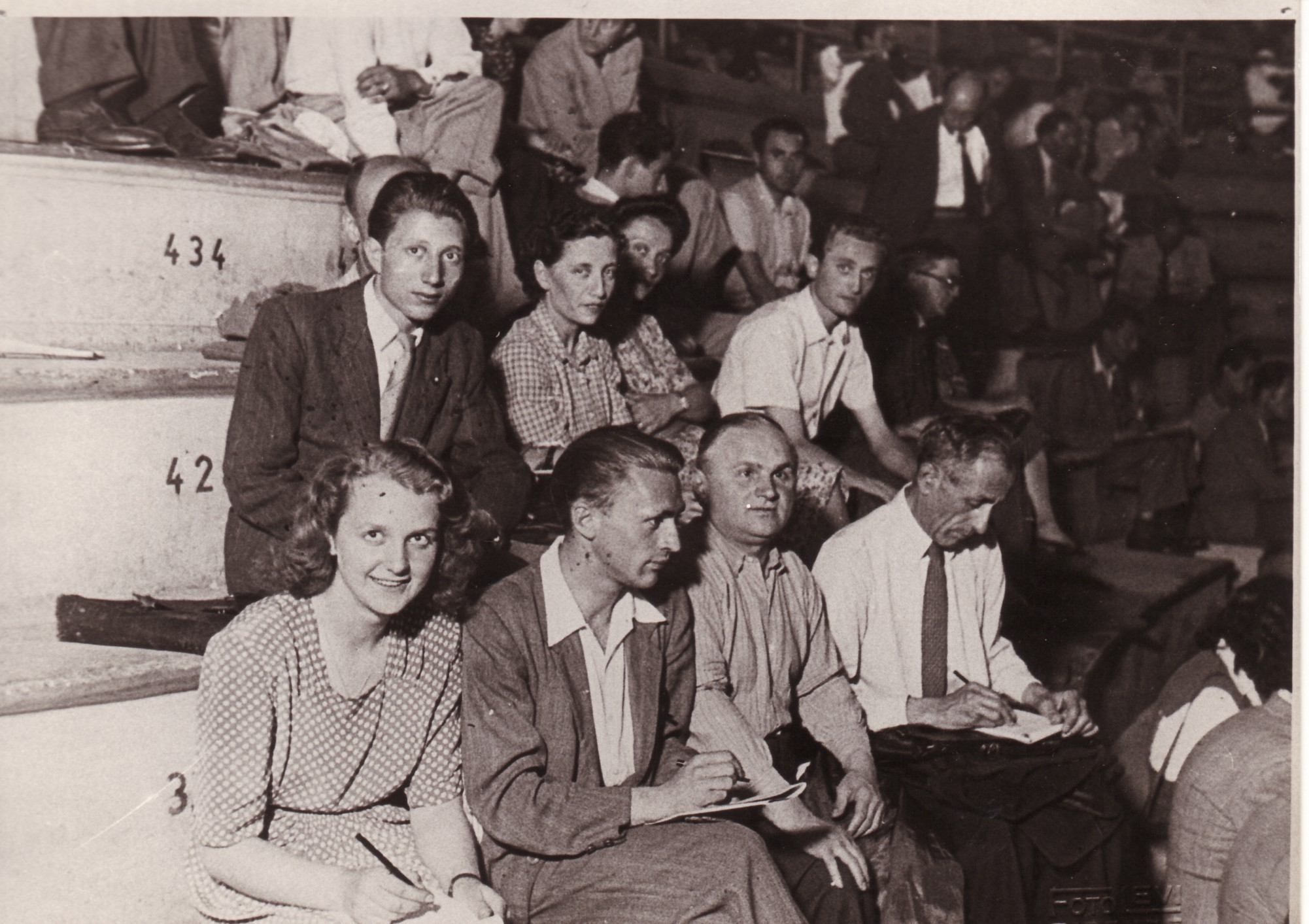
Alcuni delegati novaresi al Congresso della Cgil di Firenze dell'1-7 giugno 1947 (foto Levi). Si riconoscono nella fila in basso: da sinistra, Rosita Bruni, Carlo Brustia, Ilario Cavagna e Giorgio Carretto. In alto, il primo a sinistra è Walter Monier.

Walter Monier ha lavorato come operaio a Villadossola e ha iniziato la sua vita di combattente antifascista l'8 novembre 1943, due mesi dopo l'Armistizio, con una delle prime insurrezioni contro l'occupazione tedesca e la neonata Repubblica Sociale Italiana. Gli insorti occuparono i punti strategici della cittadina e gli stabilimenti industriali. Combatté con il Battaglione Camasco. Insieme al monte Briasco, Camasco ospitò le prime basi operative della Resistenza valsesiana, accogliendo un gruppo di varallesi che formarono il nucleo denominato "gruppo di Camasco", che diverrà la Brigata Strisciante Musati.
Alla fine del mese di dicembre 1943, caratterizzato da un'intensa attività partigiana ma anche da una cruda reazione fascista culminata nell'eccidio di Borgosesia il mattino del ventidue, il 63º Battaglione Gr Tagliamento iniziò una serie di operazioni mirate alla dispersione dei nuclei resistenziali. Occupata Varallo, il ventinove ci fu il primo tentativo di attacco ai partigiani acquartierati nella frazione, ma la manovra fu disturbata da un'imboscata alle porte del paese, in cui cadde una decina di militi. Il giorno successivo le truppe fasciste tornarono a Camasco, sgomberata dai partigiani in ritirata sull'alpe Sacchi, arrestarono una cinquantina di persone e appiccarono il fuoco all'albergo Caula e ad alcune baite. Fino al marzo 1944 altri pesanti rastrellamenti furono compiuti nella zona.
L'area può essere considerata di massimo valore strategico per la comunicazione fra la Resistenza valsesiana e le formazioni cuisiane, ma anche per la comunicazione fra la bassa Valsesia e la Valmastallone attraverso il Briasco e a nord i sentieri che raggiungono l'alpe Piane di Cervarolo, luogo di rifugio di sbandati ed ex prigionieri e di deposito di suppellettili, e le vallette laterali dei comuni di Sabbia, Cravagliana e Rimella. A Camasco sono rimaste in piedi alcune baite che ospitarono i primi resistenti; all'alpe Sacchi, dove sorge un cippo a ricordo dei partigiani caduti in loco, ogni anno viene organizzato dall'Anpi di Omegna un incontro tra delegazioni istituzionali e partigiane.
Il 5 agosto 1944 partecipa al cosiddetto "assalto alla corriera", che viene così descritto da Aldo Aniasi: “In località Prato di Viganella a ridosso del ponte tra San Pietro e Viganella 12 uomini del Battaglione Camasco arrestano la corriera per Villadossola su cui viaggiavano otto soldati tedeschi, due militi e tre avieri. Alla proposta di resa i tedeschi aprono il fuoco. Il comandante Piero e i suoi garibaldini, pronti alla reazione, uccidono sette tedeschi, i due militi e due avieri fascisti. Riescono a scampare un ufficiale tedesco, pure ferito, e un aviere. Perdono purtroppo la vita, nella breve ma violenta scaramuccia, due civili italiani. Recuperate le seguenti armi: 1 mitragliere, 1 mitra tedesco, 10 fucili”.
Dopo la guerra è stato mandato in Unione Sovietica per curarsi ed è rimasto per tre anni a studiare all'Università di Mosca, lavorando anche per le delegazioni italiane in URSS. Quel periodo viene così ricordato da Teresa Vergalli: Al ritorno era felice, contento di come era stato curato, arricchito della conoscenza di quella lingua difficile, lui che era stato da ragazzo un operaio in fabbrica. Era anche contento di raccontarci una sua storia sentimentale con una giovane attrice che avevamo visto da poco in uno di quei film sovietici. Ce ne mostrava le foto. Sono certa che fosse una storia vera. Forse quella ragazza era rimasta affascinata da questo giovane straniero, così diverso e vivace, niente male. Credo che Walter, anche grazie alla sua acquisita padronanza della lingua, abbia saputo guardare tra le ombre, e che vi abbia riflettuto. Tornato in Italia ha cominciato la sua attività di giornalista e traduttore, lavorando per il quotidiano L'Unità, la rivista Slavia, l'Associazione Italia-URSS e presso la redazione de La lotta. 
Walter Monier si spegne a Roma il 4 gennaio 2009 alle ore 17.47.

## Pubblicazioni
- L'Archivio centrale di Stato della letteratura e dell'arte dell'URSS, Slavia n.1, Roma, 1966.
- In ricordo di Dante Spadoni, 2009.

## Traduzioni
- Anatolij Andreevic Gromyko, John F. Kennedy e la macchina del potere, collana Orientamenti, Editori Riuniti, Roma, 1969,  pp. 260 pp..
- Vladimir Lenin, Discorsi registrati nel 1919, traduzione di Walter Monier, collana Orientamenti, Editori Riuniti, Roma, 1969,  pp. 260 pp..
- Radiografia dell'ex PCUS, traduzione di Walter Monier, Slavia n.2, Roma, 1992.
- La strada 1962, traduzione di Walter Monier, Slavia n. 3, Roma, 1992.
- Le prospettive del Partito socialista in Russia, traduzione di Walter Monier, Slavia, n. 1, Roma, 1994.
- Il dibattito sul caso El'cin a Mosca. Dalla Pravda del 13 novembre 1987: l'intervento iniziale di Gorbačev; gli altri interventi; l'autocritica di El'cin; le conclusioni di Gorbačev; il comunicato finale, traduzione di Walter Monier, Slavia n. 1, Roma, 1996.
- Anton Čechov, Con gli occhi di Čechov, traduzione di Walter Monier, Slavia n. 2-3, Roma, 1996.